# Волоська вулиця (Київ)
Воло́ська ву́лиця — вулиця в Подільському районі міста Києва, місцевість Поділ. Пролягає від Борисоглібської вулиці до Оболонської вулиці.
Прилучаються вулиці Іллінська, Григорія Сковороди, Спаська, Хорива, Верхній Вал, Нижній Вал, Ярославська, Щекавицька та Введенська.

## Історія
Давня київська вулиця. У документах межі XVII–XVIII століття вулиця ще позначалася як заміський шлях, згадувалася під назвами Волоська, Бидлогінна, Межигірська. Станом на середину XVIII століття — одна з чотирьох великих подільських вулиць. Вела від Воскресенської переправи у західному напрямку.
Назва Волоська пов'язана з «волоськими слободами», які позначені на карті 1695 року за Воскресенською брамою. Назва Бидлогонна, скоріш за все, утворилася як опис дороги до заміських пасовищ. Назва «Межигірська» згадується у документі 1694 року та пов'язана з дорогою до Межигірського монастиря.  Після пожежі на Подолі 1811 року вулицю повністю переплановано. 

## Забудова
Сучасний вигляд вулиці створює забудова 50-х та 80-х років XX століття. Початкова частина вулиці — переважно забудова XIX століття. 
Статус пам'яток архітектури та містобудування місцевого значення мають будинки № 5 (одноповерховий дерев'яний на високому цегляному цоколі, споруджений у 1833—1835 рр. у стилі класицизму) та двоповерховий цегляний № 5/14, зведений у 1874—1875 роках на замовлення купця І. Шишкіна в стилістиці історизму. Обидві споруди, що становлять єдину історичну садибу на розі з Іллінською вулицею, наразі занедбані, перебувають в аварійно-небезпечному стані.

## Установи та заклади
- СДЮШОР № 4 з акробатики, стрибків на батуті та у воду (буд. № 55/57)
- Санітарно-епідеміологічна станція Подільського району (буд. № 19)
- Палац фізкультури «Водник» (буд. № 62)
- Подільське районне управління Пенсійного фонду України (буд. № 36/38)
- Бібліотека Подільського району ім. В. П. Некрасова (буд. № 33)
- Поліклініка № 3 Подільського району (буд. № 47)
- Посольство Сербії в Україні (буд. № 4)

## Галерея

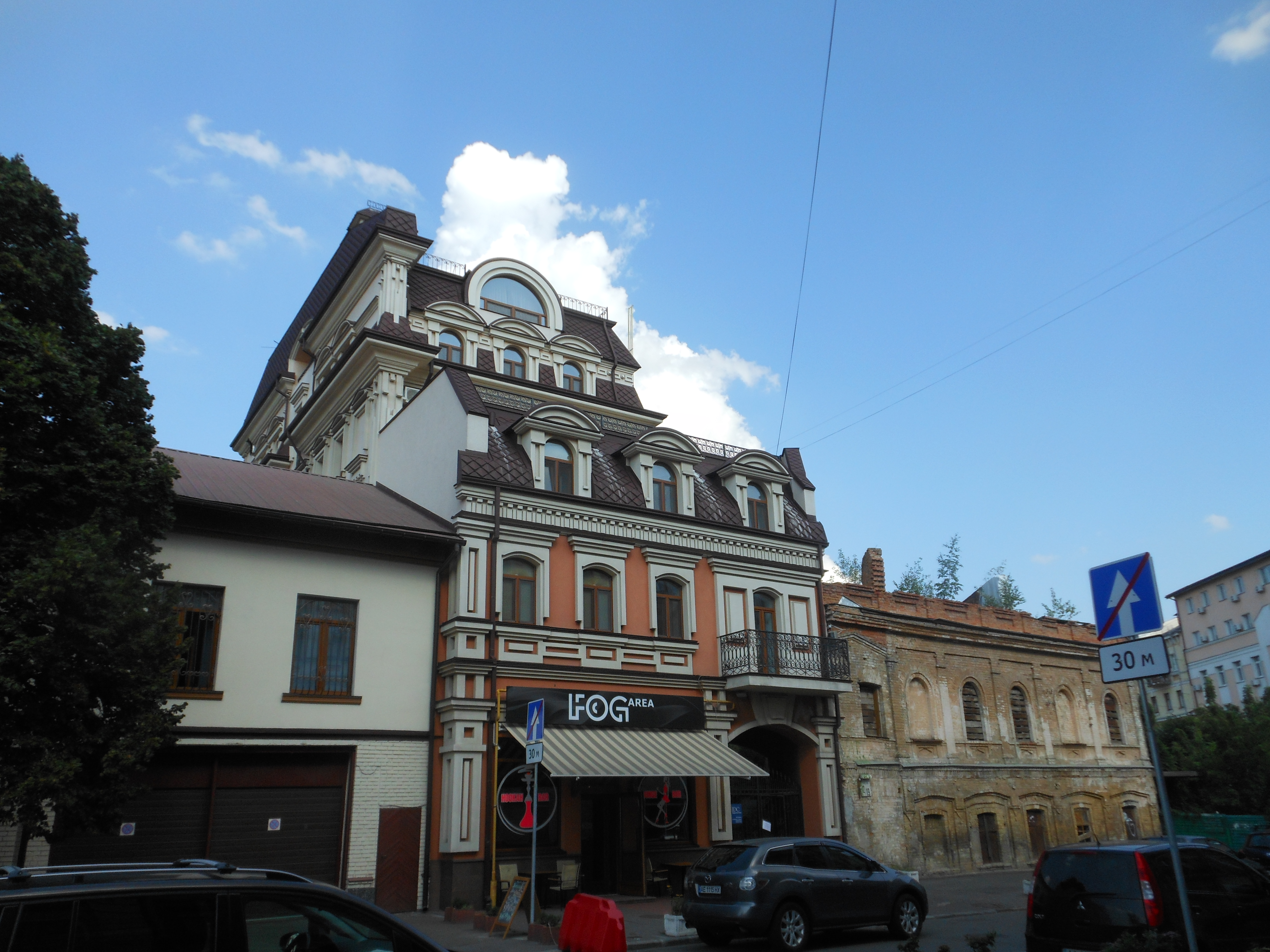
Будинок № 2
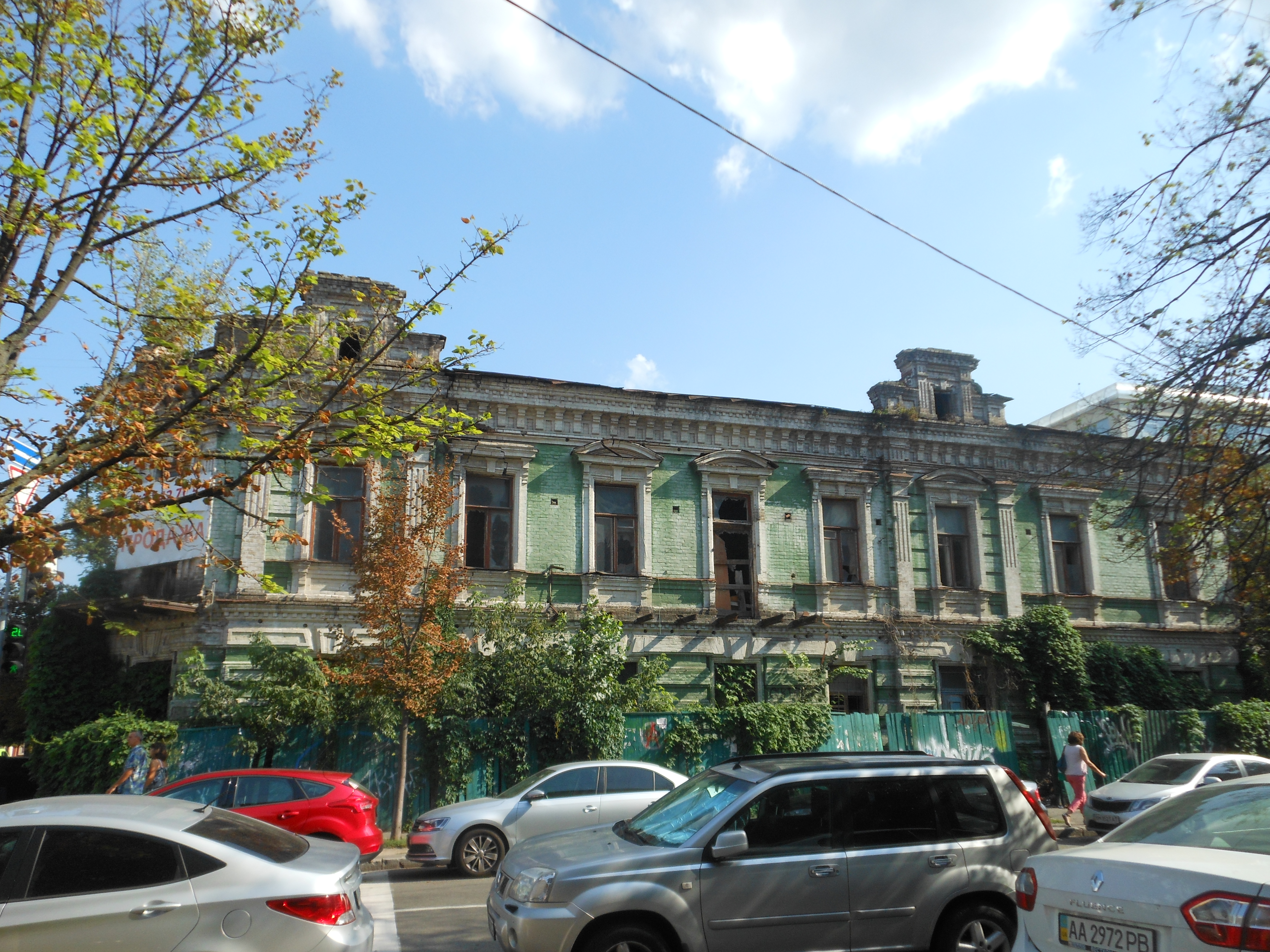
Будинок № 5
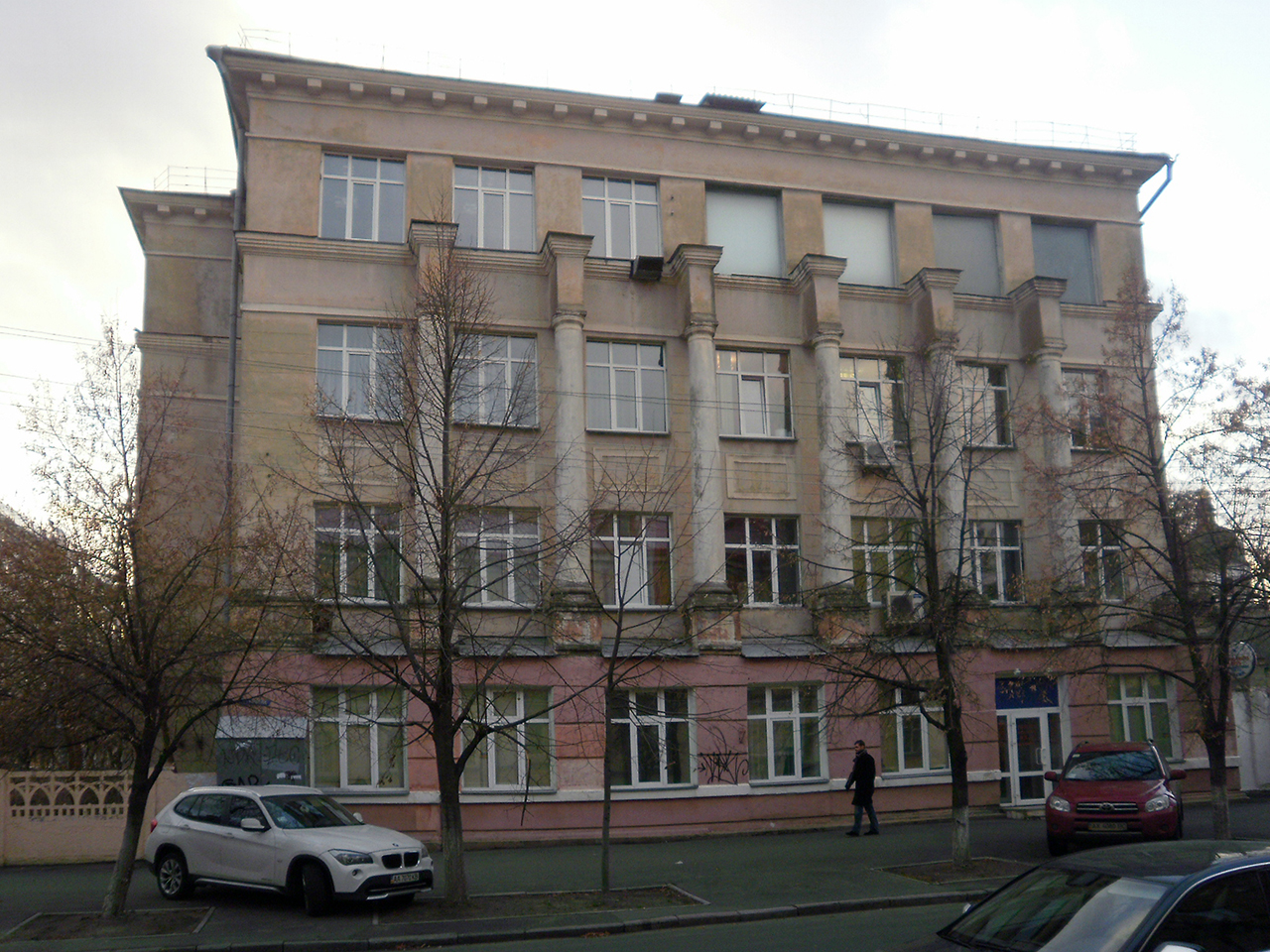
лікарня № 15 Подільського району, типовий проєкт
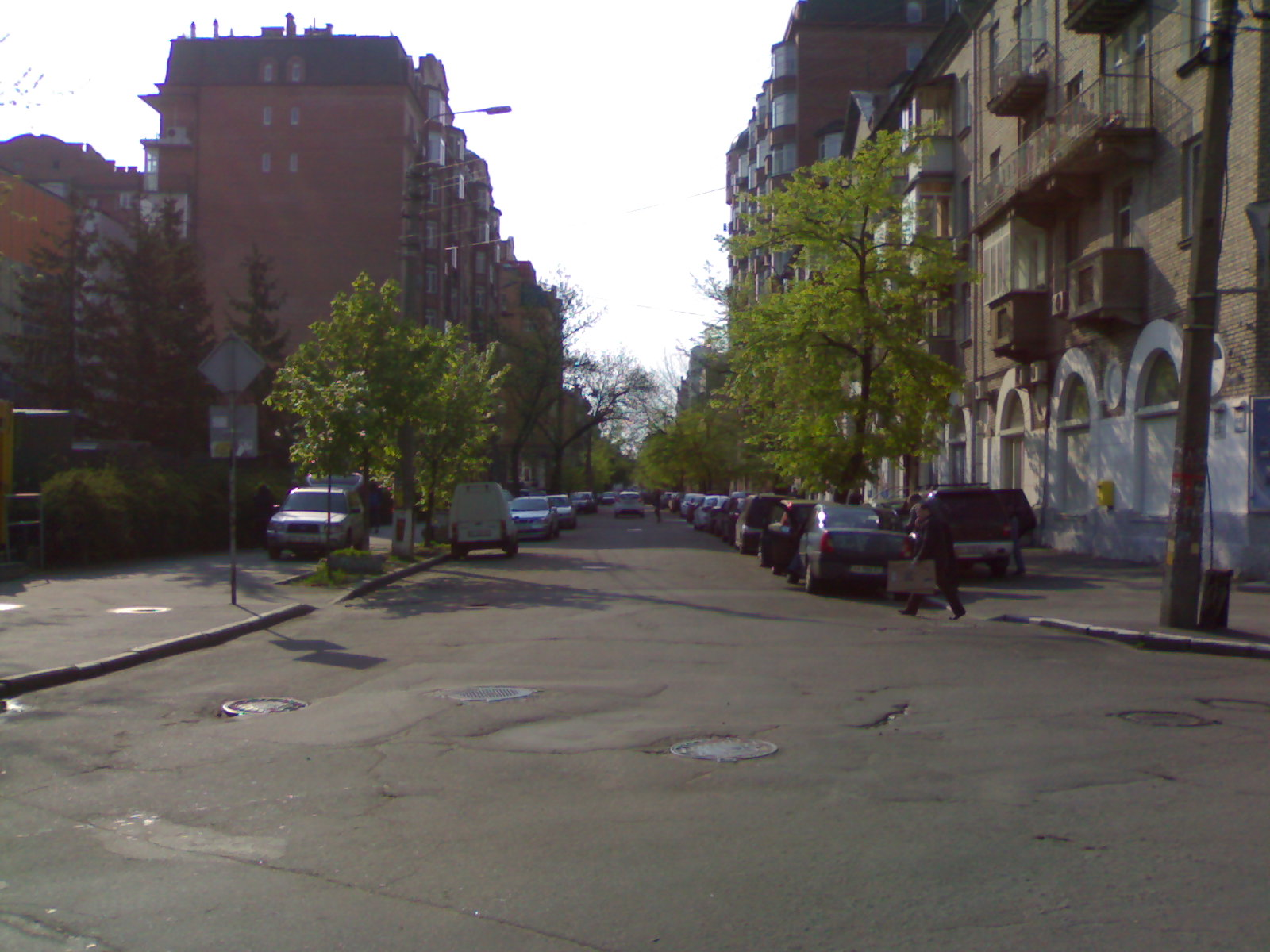
Вигляд від Оболонської вулиці